# Hemorragia subgaleal
Hematoma o hemorragia subgaleal es un sangrado en el espacio potencial entre el periostio del cráneo y la galea aponeurótica del cuero cabelludo. 

## Síntomas
El diagnóstico generalmente es clínico, con una masa flotante fluctuante que se desarrolla sobre el cuero cabelludo (especialmente en la zona occipital) con hematomas superficiales. La hinchazón se desarrolla gradualmente 12 a 72 horas después del parto, aunque puede observarse inmediatamente después del parto en casos graves. El hematoma se extiende por toda la parte superior del cráneo ya que su crecimiento es insidioso y puede que no se reconozca durante horas. Si se acumula suficiente sangre se puede ver una onda de fluido visible. Los pacientes pueden desarrollar ojos de mapache . 
Los pacientes con hematoma subgaleal pueden presentar un shock hemorrágico dado el volumen de sangre que puede perderse en el espacio potencial entre el periostio del cráneo y la aponeurosis de la galea del cuero cabelludo. La hinchazón puede oscurecer las fontanelas y las líneas de sutura cruzadas (distinguiéndola del cefalohematoma). 
Los pacientes con hemorragia subgaleal pueden tener hiperbilirrubinemia significativa. El pronóstico a largo plazo es generalmente bueno. Los estudios de laboratorio consisten en una evaluación del hematocrito. 

## Causas
La mayoría de los casos neonatales (90%) resultan de la aplicación de un vacío en la cabeza en el momento del parto (parto asistido con ventosa). La asistencia del parto con vacío rompe las venas emisarias (es decir, las conexiones entre el seno dural y las venas del cuero cabelludo), lo que conduce a la acumulación de sangre debajo de la aponeurosis del músculo del cuero cabelludo y superficial al periostio.
Además, el hematoma subgaleal presenta una alta frecuencia de traumatismos craneales asociados (40%), como hemorragia intracraneal o fractura de cráneo. La aparición de estas características no se correlaciona significativamente con la gravedad de la hemorragia subgaleal. 

## Diagnóstico
Las hemorragias subgaleales pueden causar convulsiones, a diferencia del cefalohematoma y el caput succedaneum que no causan convulsiones. 

## Tratamiento
El tratamiento consiste en una atenta observación durante días para detectar la progresión y, si es necesario, el manejo de las complicaciones (Ej., shock hemorrágico, hiperbilirrubinemia no conjugada e ictericia de los glóbulos rojos hemolizados). El espacio subgaleal es capaz de contener hasta el 50% de la sangre de un bebé recién nacido y, por lo tanto, puede provocar un shock agudo y la muerte. Se puede requerir un fluido en bolo si la pérdida de sangre es significativa y el paciente se vuelve taquicárdico. Puede ser necesaria la transfusión y la fototerapia. Puede ser indicada una investigación para la coagulopatía . 